# Xfig

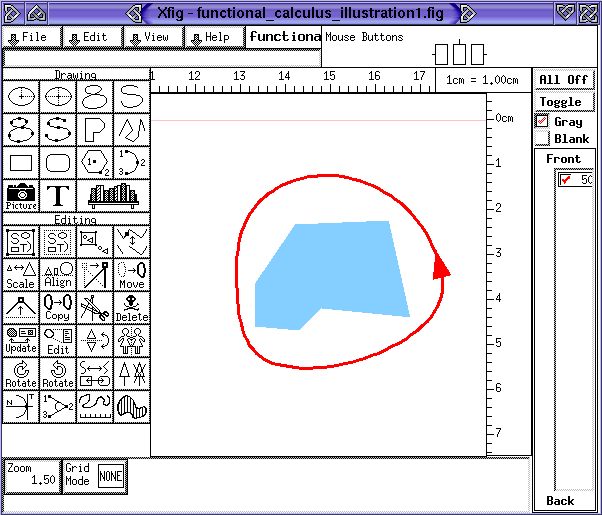

Xfig – program do tworzenia grafiki wektorowej. Jest przeznaczony do tworzenia nieskomplikowanych rysunków.
Działa w systemach uniksowych oraz w systemie MS Windows, dostępna jest także wersja programu Xfig napisana w języku Java, którą można uruchomić w dowolnej przeglądarce internetowej.
Program umożliwia rysowania odcinków, łamanych zamkniętych i otwartych, okręgów, elips, łuków, krzywych sklejanych; możliwe jest również wprowadzenie tekstu oraz wstawianie gotowych obrazków (EPS/PS, GIF, JPEG, PNG, PCX, PNM).
Liniom (obrysom) obiektów można nadać kolor, grubość oraz styl kreskowania, natomiast obszary zamknięte wypełnić kolorem jednolitym lub użyć predefiniowanych wzorów.
Obiekty graficzne można umieszczać na warstwach. Program oferuje podstawowe operacje edycyjne jak przesuwanie, skalowania, kopiowanie, obracanie, odbicia zwierciadlane. Xfig umożliwia grupowanie obiektów, a także tworzenie bibliotek symboli.
Xfig zapisuje rysunki w swoim własnym, bardzo prostym i dobrze udokumentowanym formacie (FIG). Umożliwia również zapis rysunków tak do formatów rastrowych (m.in. GIF, PNG, JPEG, PCX), jak i wektorowych (m.in. EPS, PDF, SVG, METAFONT, MetaPost, LaTeX).

## Odnośniki zewnętrzne
- Oficjalna strona programu. xfig.org. [zarchiwizowane z tego adresu (2016-04-01)].
- Opis programu Xfig